# Harsafés

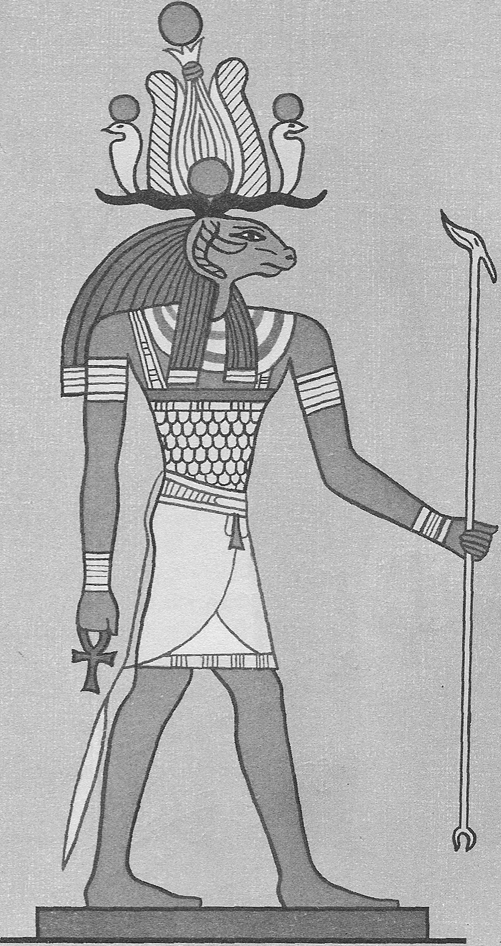
Harsafés

Harsafés, também mencionado como Herichef ou Hershef em egípcio, era um deus da mitologia egípcia, oriundo da região do Faium. Estava associado à fertilidade e à justiça. Acreditava-se que fazia crescer o rio Nilo, recebendo o epíteto de "Aquele com o falo potente".
O seu nome significa "O que está sobre o seu lago", o que pode constituir uma referência ao lago sagrado do templo do deus em Heracleópolis, nome grego para a cidade egípcia de Henen-nesut, capital do XX nomo do Alto Egito. O nome Harsafés foi assimilado pelos gregos a Héracles e como tal deram esse nome à cidade donde o deus era originário. Foi na sala hipostila do templo de Heracleópolis que William Matthew Flinders Petrie encontrou a famosa figurinha do deus de seis centímetros feita em ouro, que se encontra actualmente no Museum of Fine Arts de Boston.
A nível iconográfico era representado como um carneiro com chifres longos ou como um homem com cabeça de carneiro. 
O culto ao deus existiu desde a Época Arcaica (ou Tinita), sendo mencionado na Pedra de Palermo. A partir do fim do Império Antigo este deus foi considerado como o ba de Osíris e de Ré. Como tal, a representação do deus passou a incluir a coroa atefe usada por Osíris (coroa branca com duas plumas) e o disco solar com ureu (serpente) associado a Ré. Alcançou grande importância durante o Primeiro Período Intermediário devido ao facto de Heracleópolis ter sido a capital das IX e X dinastias. 
Também foi identificado com Amom e com Chu, com o qual forma um dos pilares do céu. 
Teve como companheiras as deusas Mesquenete e Hator.